# Maierhöfen
Maierhöfen (westallgäuerisch Moiəhefə oder Moiəhef) ist eine Gemeinde im schwäbischen Landkreis Lindau (Bodensee) und ein Mitglied der Verwaltungsgemeinschaft Argental.

## Geografie

### Lage
Die Gemeinde liegt im Westallgäu. Markante Berge in der Gemeinde sind die Riedholzer Kugel, die Iberger Kugel und der Iberg.

### Gemeindegliederung
Es gibt 35 Gemeindeteile: Es gibt nur die Gemarkung Maierhöfen.
| 0Pfarrdorf - Maierhöfen | 0Dörfer - Biesen - Happach - Riedholz - Ringenberg | 0Weiler - Anderhalbs - Beeren - Birkach - Büchlenberg - Ehrhafts - Flucken | - Hochstädt - Kitzensberg - Linden - Neppen - Obersteig - Reute | - Schweinebach - Straß - Untersteig - Vorholz - Warmhalden - Wolfbühl | 0Einöden - Bengel - Buchers - Greit - Grub - Gschwend - Nagelringen | - Raschenberg - Schanz - Scharfentöbele - Schwarzen - Steinlishof - Stockach |

In der Mundart heißt Büchlenberg Bichlenberg, Grub Grueb, Happach Happa, Hochstädt, Hofstädten und Stockach Stocka.
Der Weiler Hochberg ist kein amtlich benannter Ortsteil.

### Nachbargemeinden
|          | Isny im Allgäu                              |         |
| Gestratz | Kompassrose, die auf Nachbargemeinden zeigt |         |
|          | Grünenbach                                  | Weitnau |

## Geschichte

### Bis zur Gemeindegründung
Schon kurz nach der Zeitenwende wurde die antike Römerstraße Kempten–Bregenz errichtet. Ihr Trassenverlauf führte mitten durch den heutigen Ort Maierhöfen und ist archäologisch erfasst. Sie wurde als Bodendenkmal (D-7-8326-0024) unter Schutz gestellt und ging über den Eistobel weiter nach Grünenbach.
Im Jahre 1290 erfolgte die Erwähnung eines Maierhof in Riedholz, bereits 1474 Maigerhof ze Maigerhofen, mit der Abtrennung einer eigenen Pfarrei von Grünenbach entstand 1811 die Kirche St. Gebhard. Die bereits 1230 erwähnte Burg Ringenberg wurde 1776 an den Schloßbauern zwangsversteigert.

Maierhöfen gehörte zunächst zu Österreich als Teil der österreichischen Herrschaft Bregenz-Hohenegg. Seit den Friedensverträgen von Brünn und Preßburg 1805 gehört der Ort zum neu entstandenen Königreich Bayern. Im Zuge der Verwaltungsreformen im Königreich Bayern entstand mit dem Gemeindeedikt von 1818 die heutige Gemeinde.

### Einwohnerentwicklung
- 1970: 1133 Einwohner
- 1987: 1306 Einwohner
- 1991: 1414 Einwohner
- 1995: 1480 Einwohner
- 2000: 1503 Einwohner
- 2005: 1576 Einwohner
- 2010: 1586 Einwohner
- 2015: 1571 Einwohner

Zwischen 1988 und 2018 wuchs die Gemeinde von 1328 auf 1598 um 270 Einwohner bzw. um 20,3 %.

## Politik

### Bürgermeister
Erster Bürgermeister ist seit Mai 1996 Martin Schwarz (Wählergemeinschaft).

### Gemeinderat
Nach der Gemeinderatswahl 2020 hatte der Gemeinderat 12 Mitglieder, die alle der Wählergemeinschaft Maierhöfen angehören.

### Wappen
| Wappen Gde. Maierhöfen | Blasonierung: „Über einem silbernen Schildfuß mit durchgehendem roten Balkenkreuz in Rot ein silberner römischer Wachturm, schräg gekreuzt belegt mit einem goldenen Schwert und einem goldenen Schlüssel.“ |
| Wappen Gde. Maierhöfen | Wappenbegründung: Das Kloster Mehrerau, das Hauskloster der Grafen von Montfort, war wichtigster Grundherr im Streusiedlungsbereich um Maierhöfen. Das Kloster war auch Patronatsherr in der Pfarrei Grünenbach, zu der Maierhöfen bis zur Errichtung einer eigenen Pfarrei im Jahr 1811 gehörte. Daran erinnern das Schwert und der Schlüssel aus dem Klosterwappen. Weitere Grundherren waren das Kloster und das Spital Isny. Das Balkenkreuz im Wappen stellt das St.-Georgs-Kreuz dar und spricht für die Beziehung zum Kloster Isny, das dem heiligen Georg geweiht war. Der römische Wachturm erinnert an die Römerstraße, die von Bregenz nach Kempten durch das Gemeindegebiet führte. Sie lag an der römischen Reichsgrenze gegen die Alemannen und war mit Wachtürmen befestigt. Die Farben Rot und Silber sind dem Wappen der Grafen von Montfort entnommen. Dieses Wappen wird seit 1984 geführt. |

## Kultur und Sehenswürdigkeiten

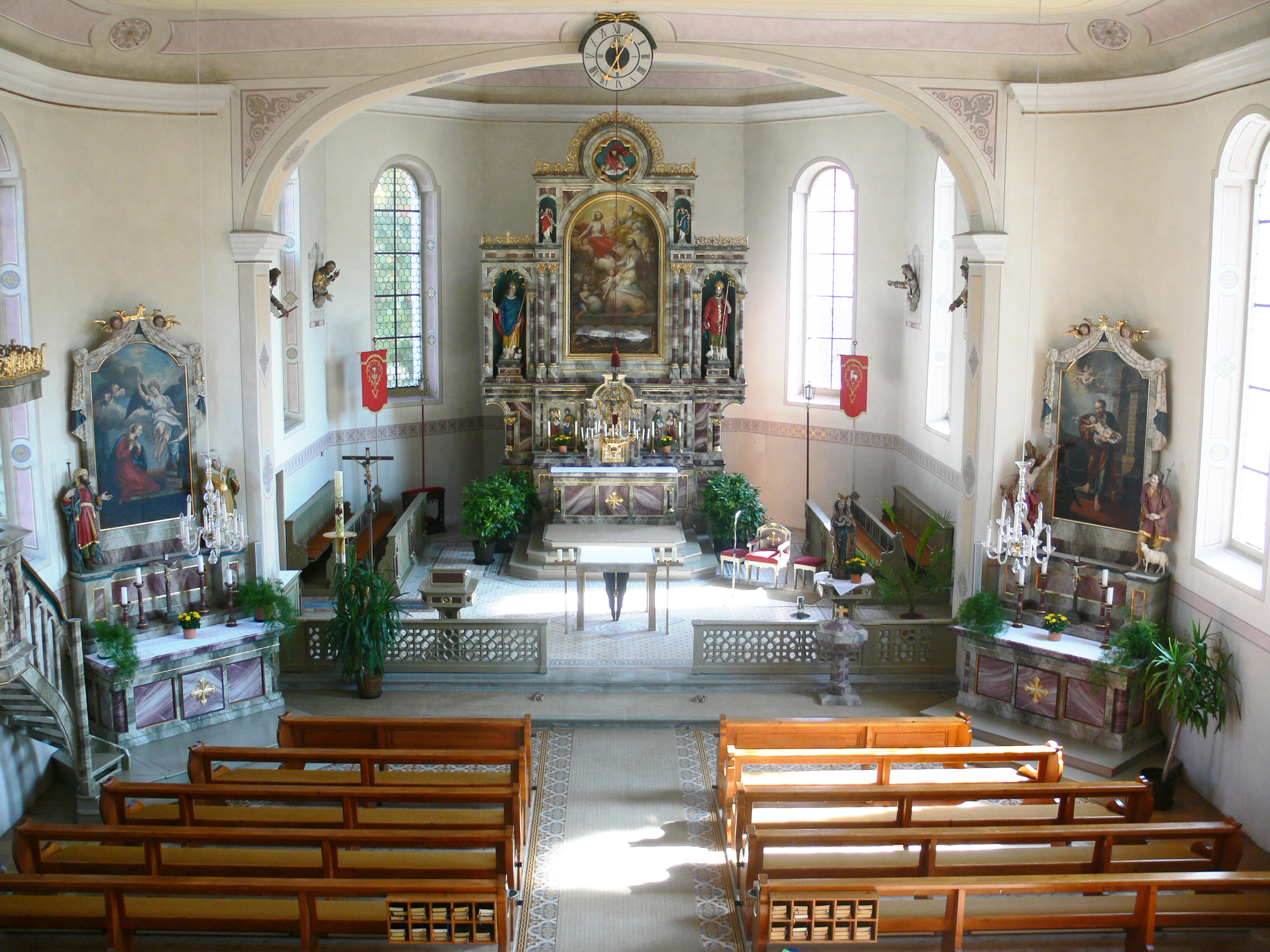
Inneres der Pfarrkirche St. Gebhard in Maierhöfen

- Eistobel im Naturschutzgebiet gleichen Namens
- Hengelesweiher
- Spezialisierung auf Tourismusangebote für Blinde und Sehgeschädigte
- Skulpturenweg von Maierhöfen (Rundwanderweg mit 16 Skulpturen auf 4,7 km Länge)

### Baudenkmäler
- Pfarrkirche St. Gebhard

### Vereine
Schwäbisch-alemannische Fastnacht mit der Narrenzunft Wolfsrudel e. V. und dem regelmäßigen Maierhöfner Narrensprung

## Wirtschaft und Infrastruktur

### Wirtschaft einschließlich Land- und Forstwirtschaft

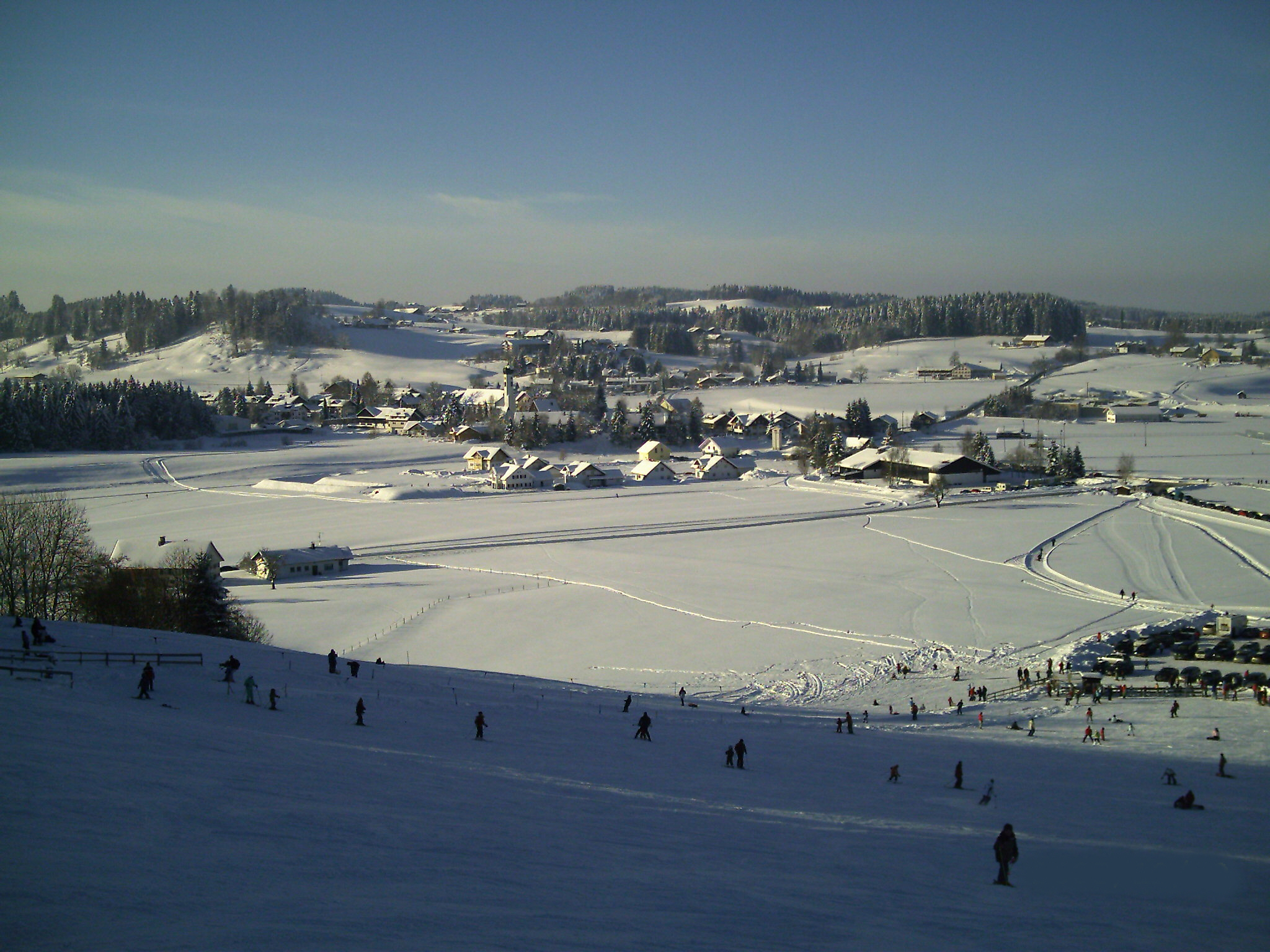
Maierhöfen im Westallgäu

Es gab im Jahr 2020 nach der amtlichen Statistik im produzierenden Gewerbe 54 und im Bereich Handel und Verkehr keine sozialversicherungspflichtig Beschäftigte am Arbeitsort. In sonstigen Wirtschaftsbereichen waren am Arbeitsort 235 Personen sozialversicherungspflichtig beschäftigt. Sozialversicherungspflichtig Beschäftigte am Wohnort gab es insgesamt 590. Im verarbeitenden Gewerbe gab es keine, im Bauhauptgewerbe vier Betriebe. Zudem bestanden im Jahr 2016 41 landwirtschaftliche Betriebe mit einer landwirtschaftlich genutzten Fläche von 1197 ha, die vollständig als Dauergrünfläche genutzt wurde.

### Bildung
Im Jahr 2021 gab es folgende Einrichtung:
- Kindergarten: 80 Kindergartenplätze mit 62 Kindern

### Erholungsort
Schon seit vielen Jahrzehnten ist Maierhöfen mit seinem gesamten Gemeindegebiet ein staatlich anerkannter Erholungsort. Im Jahre 2015 standen den Gästen 964 Betten zur Verfügung. Im Ortsteil Stockach befindet sich ein Feriendorf.

## Persönlichkeiten

### Söhne und Töchter der Gemeinde
- Alois Stadler (1814–1877), Abgeordneter, Gemeindevorsteher, Gastwirt und Landwirt
- Hans Rudhart (* 1945), deutscher nordischer Skisportler
- Leo Hiemer (* 1954), Filmemacher

### Personen, die vor Ort gewirkt haben
- René Giessen (* 1944), deutscher Musiker, lebt in Maierhöfen
- Stefanie Kemper (* 1944), Lehrerin, Schriftstellerin und Lyrikerin

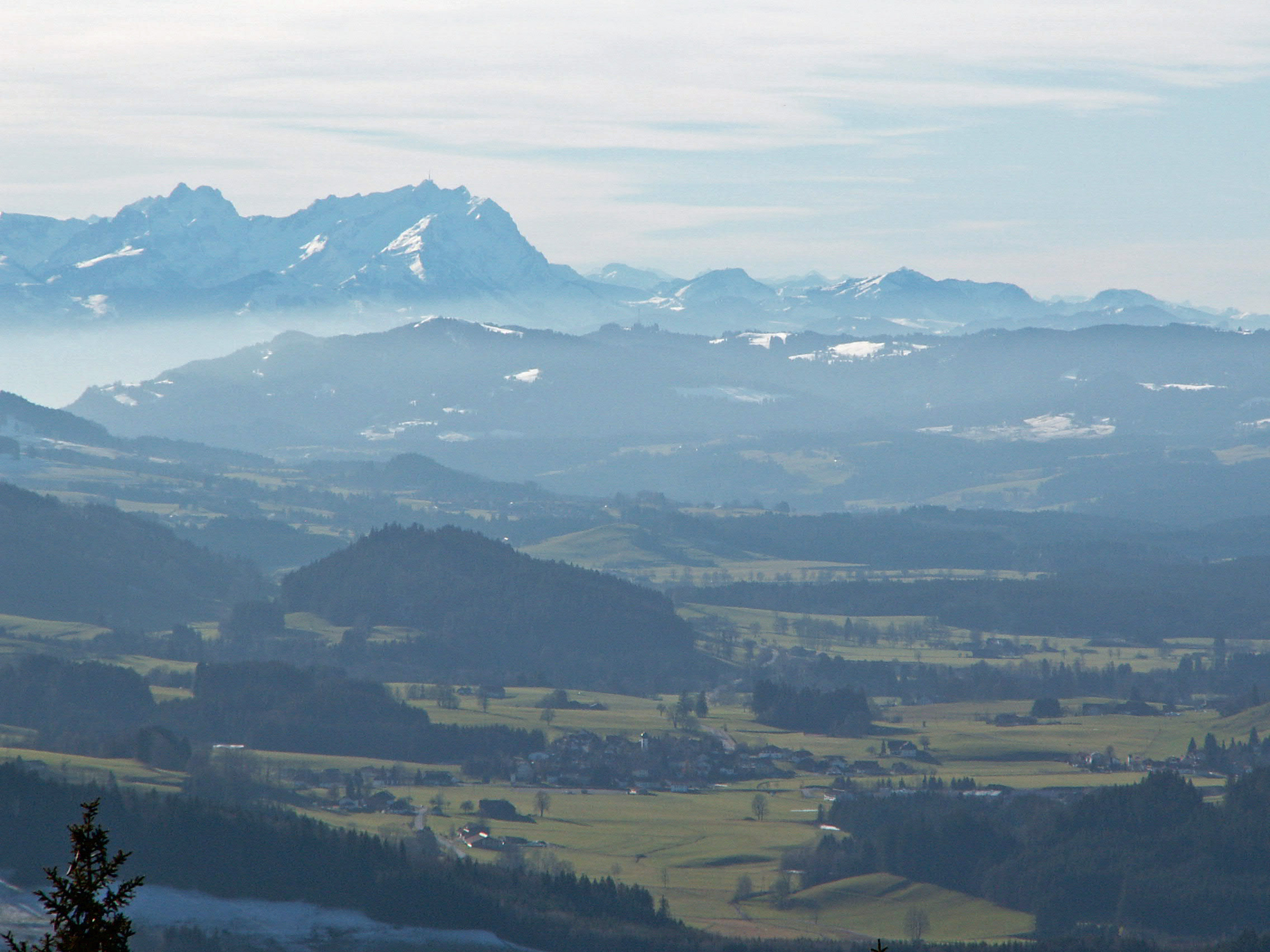
Maierhöfen im Westallgäu mit dem Säntis
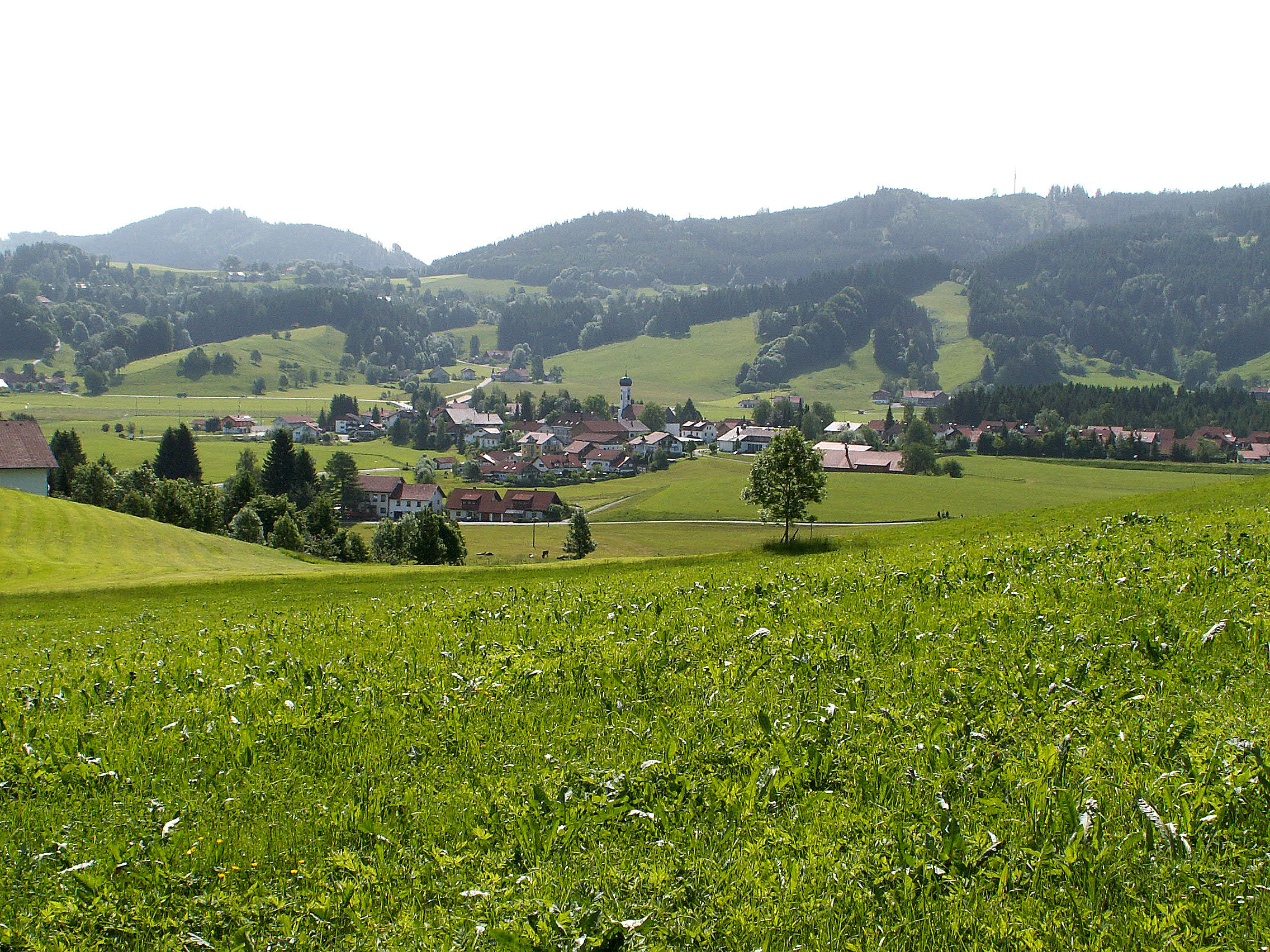
Maierhöfen von Westen
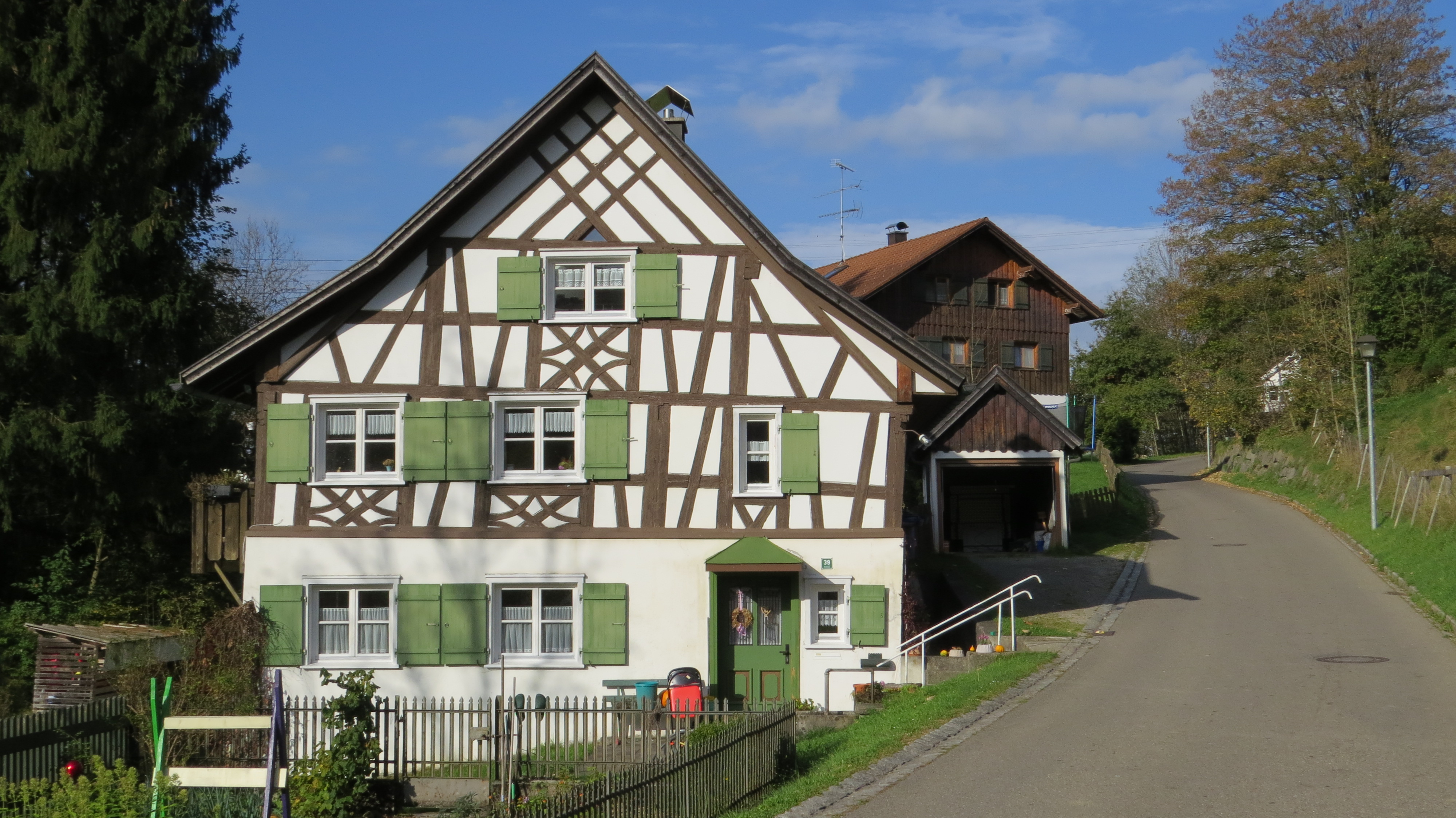
Riedholz
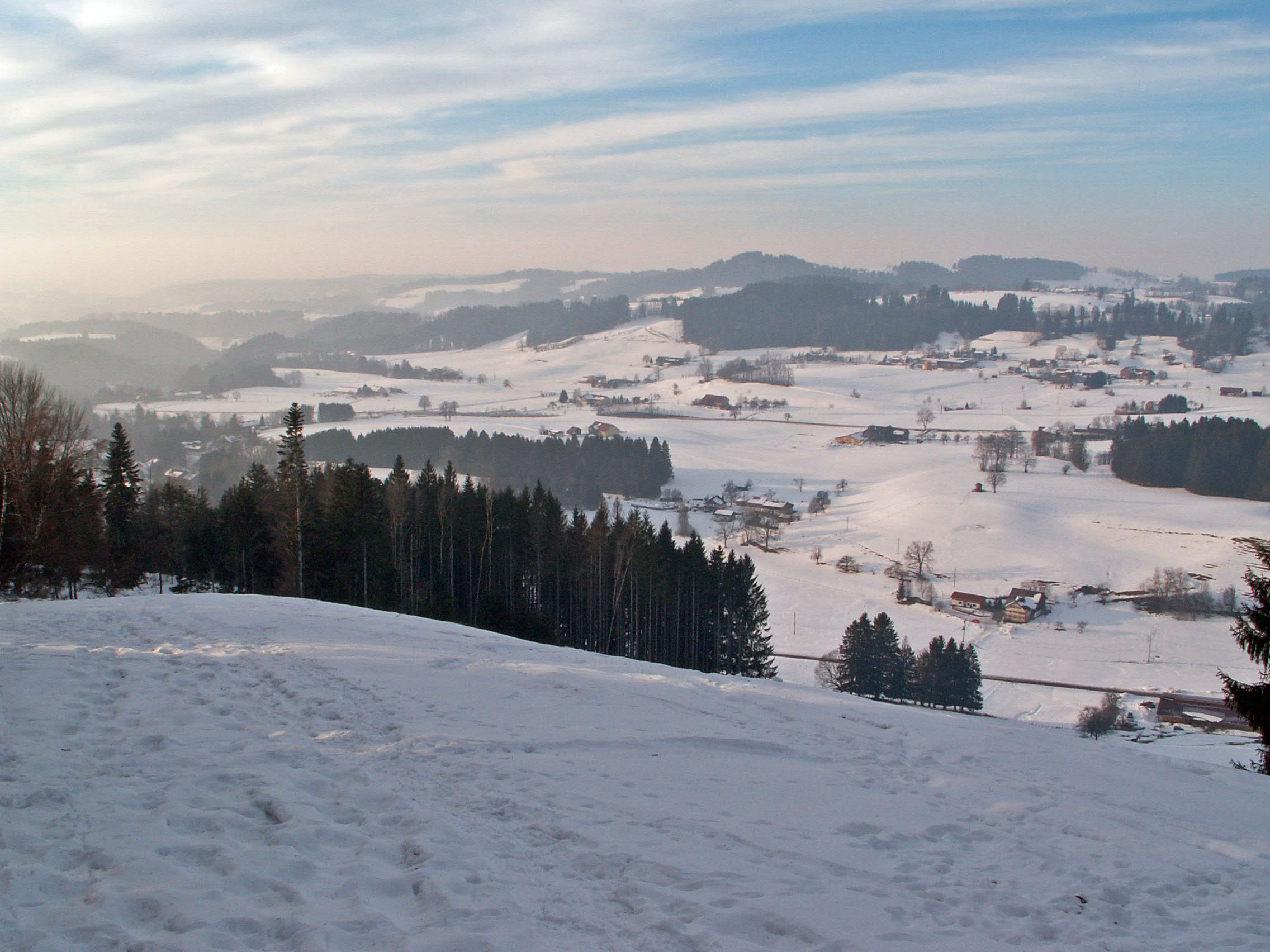
Blick von der Riedholzer Kugel nach Westen